# 蓮華 (お笑いコンビ)
蓮華（れんげ）は、吉本興業所属のお笑いコンビ。 よしもとNSC通信講座1期生(NSC東京校の11期に相当)出身。

## メンバー
- 山下 隆章（やました たかあき、1983年10月20日（41歳） - ）

大阪府羽曳野市出身
関西創価中学校・高等学校、創価大学文学部卒業
血液型はA型。立ち位置は主に左。ボケ→ツッコミ担当
身長175cm、体重66kg
趣味、特技は漫画集め、落語鑑賞、打楽器演奏、麻雀、純喫茶巡り
一般社団法人日本健康麻将協会認定ウエルネスマージャン・レッスンプロ
既婚者
- ちゃんだい（本名：井上 大介（いのうえ だいすけ）、1983年7月21日（41歳） - ）

神奈川県横浜市戸塚区出身
創価中学校・高等学校、創価大学経営学部卒業
血液型はA型。立ち位置は主に右。ツッコミ→ボケ担当
身長172cm、体重108kg
趣味、特技はインターネットショッピング、バルーンアート、クラリネット演奏、サウナ、麻雀
CBA(Certified Balloon Artist)世界公認バルーンアーティスト
サウナ・スパ健康アドバイザー
青パパイヤ酵素ダイエット グランプリ 2023 Spring 優勝
既婚者
ともに東京都八王子市在住。

## 略歴
- 大学の吹奏楽部で出会い、大学4年次の2005年5月にちゃんだいの誘いによりコンビ結成。
- 2005年に開始された よしもとNSC通信講座の1期生出身。NSC東京11期生と同期。
- デビュー以来、山下がボケでちゃんだいがツッコミであったが、2014年末辺りにボケとツッコミを入れ替えた[1]。
- 2011年よりちゃんだいがバルーンアートを始め、コンビとしてバルーンアートを使ったネタを中心に活動するようになった
- 2018年3月31日、山下が一般女性と結婚し既婚者となる[2]。
- 2024年5月3日、ちゃんだいが一般女性と結婚し既婚者となる[3]。

## エピソード

### 大学時代
- 2人の出会いは前述の吹奏楽部であり、ちゃんだいは3年次に部長も務めた。
- 2人共にサザンオールスターズファンであり、それをきっかけに意気投合した。
- 吹奏楽部での担当楽器はそれぞれ山下がティンパニなどの打楽器、ちゃんだいは100万円で購入したバスクラリネット。全国大会に出るような部活動であり、部内の競争も激しかったというが、実力は投資額に比例せず、山下が「よほど怠けなければ大会に出場するレギュラーに漏れない安全圏」であった一方、ちゃんだいは4年間を通じてレギュラーの当落線上を彷徨ったという。
- 山下は男子寮の副寮長を務めた経験もある。

### プライベート
- 山下が母を筆頭に家族から熱烈に応援されているのとは対照的に、ちゃんだいの父は長らく息子の芸能活動にあまり興味を示していなかったが、近年では熱烈に応援してくれるようになっている。[4][5]
- 二人の母は偶然にも「みどり」という名前であり、職業は看護師である。
- ともに18歳の時、大学進学を機に八王子市へ転入。二人とも八王子に対する愛情が強く、芸人仲間に都市部への転居を勧められているが、ともに八王子を「第2の故郷」と呼び、住み続けている。

### 嗜好
- 2人とも愛煙家でチェーンスモーカーである。
- 山下は酒を受け付けない体質のため、宴席では「若い頃は、飲む人よりも先に騒いでいた」とのこと。
- 2人ともにサザンオールスターズの大ファン。また、ちゃんだいはファンクラブに入っていたほどのDREAMS COME TRUEファンで、時間が有る時はライブにも足を運んでいた。
- 山下の趣味はJ-POP新譜チェックと猟奇殺人事件のルポを読み漁る事であり、ポッドキャスト放送でも度々触れている。麻雀も嗜み、漫画家の片山まさゆきが代表を務める麻雀大会「GPC（グッドプレイヤーズクラブ）」の「東京著名人リーグ」に参加している。
- ちゃんだいは焼肉と寿司が好物。サウナに通うのが趣味で、公益社団法人日本サウナ・スパ協会発行の「サウナ・スパ健康アドバイザー」資格を有している。
- 山下はコンテンツにきちんと対価を支払うことを信条としており、FC2動画ではハメ撮りの番犬Kerberosとビーストたけしの作品を購入したことがある。[6]

### 芸能活動
- コンビの活動としては営業・イベント・YouTube配信が主である。
- 山下は高座名「ゴールド亭シルバー」として落語活動をしたことが有る。
- 家電量販店の営業で80万円のテレビを5台売り、その店の店長から感謝されたことがある。
- 蓮華の方が芸歴が2年先輩にも関わらず、ライブの司会だった田畑藤本が、蓮華のことを知らない後輩のように扱ったため、山下は「それなりに老けてるのを見て気付け！」と憤っていたものの、その後、田畑藤本とは和解し、[7]ベストフレンド宣言するまでになった。[8]
- 後述のバルーンアートをはじめ特技が多く、多摩地区をはじめ全国で営業をこなしている。[9]
- コロナ禍でショービズ界全体が打撃を受ける中、横浜エフエム放送の夏季レギュラーとして神奈川スバルShonan King REPORTレポーターを務めるなど順調であった。しかしちゃんだいが深夜に至る麻雀の技術研鑽や明け方までプロの指導を仰ぐなど多忙を極めた結果、旧型コロナ肺炎と蜂窩織炎に罹患。[10]休業しメディアの仕事に穴を空けてしまった。2021年8月31日仕事復帰。[11]
- ちゃんだいの内職多忙化によりレンゲラジオ更新が停滞したため、山下は2022年11月7日から音声配信アプリ「Radiotalk」にて自主制作番組「山下隆章の罵詈雑言」の配信を開始。ほぼ毎日10分程度の収録配信、週末などに不定期で実施する生配信、他番組とのコラボなど精力的に取り組み新規のファンを獲得。大阪・泉南地区での営業には多数のリスナーが押し寄せて関係者を驚かせた。また番組発のオフ会も開催した。

## バルーンアート
- ちゃんだいはバルーンアートを2011年から風船芸人の松下笑一に師事。福岡芸人を中心に交流を広げている。「吉本風船クラブ」に在籍し、イベント等ではコンビでバルーンショーを行っている。
- 「風船芸人ちゃんだい」として個人でも活動、バルーンアート全国大会「ツイスターズ2013in高崎」にてパフォーマンス部門に出場し決勝進出するも出場者が10人しかおらず、山下に馬鹿にされている。[12]
- 2014年8月にはバルーンアート全国大会「JBAN2014」にて、10人が1チームとして出場する「ラージスカルプチャー部門」に参加し優勝。[13][14]
- 2015年6月に「ツイスターズ2015in福島」において、バルーンパフォーマンスコンテストに蓮華としてコンビで出場し優勝を果たした。[15][16]
- 2015年8月には「JBAN2015」にて、「ラージスカルプチャー部門」にチームで参加し優勝、二連覇となる。
- 2017年3月、バルーンアート全国大会「QBAC2017」にて、ステージパフォーマンスコンテストに出場し準優勝。またその大会にてちゃんだいは世界で最も権威のあるバルーンの資格、CBA(Certified Balloon Artist)「世界公認バルーンアーティスト」を取得。[17]所属事務所である吉本興業の各劇場のバルーン装飾も担当している。
- 2017年6月、蓮華として「ツイスターズ2017 in いばらき」のMCを担当。[18]
- 2018年1月、アメリカ、ラスベガスにて開催されたバルーンアートの国際大会「Twist&Shout2018」のステージパフォーマンス部門に出場。[19]
- 2018年6月の「ツイスターズ2017 in 青森」にて、ちゃんだいが「3BSS」のメンバーとして3on3部門に出場し準優勝。[19]
- 2018年8月、ちゃんだいが、バルーンアート全国大会「JBAN CONVENTION 22nd in TOKYO」にてセミナーインストラクターを担当。[19]
- 2019年2月、ちゃんだいが、バルーンアート全国大会「QBAC JAPAN 2019」にてインストラクターとして、セミナー、ゲストパフォーマンス、コンテスト審査を担当。[19]

## 受賞歴
- 2015年6月 「ツイスターズ2015in福島」バルーンパフォーマンスコンテスト優勝[15][16]
- 2021年7月 「シャープPR-1グランプリ2021」準優勝[20][21]
- 2022年8月 「けいちょんを笑わせろ！中尾班-1グランプリ」優勝[22][23][24]
- 2022年9月 「シャープPR-1グランプリ2022選抜大会」MVP[25][26]（実質1位）

## 出演

### テレビ番組
- 今田耕司の裏ものまねチャンピオン決定戦（BSスカパー!、2016年12月16日）（ちゃんだいのみ）
- おはスタ（テレビ東京、2018年10月30日）
- 有田ジェネレーション（TBS、2019年7月22日、2019年10月21日）
- 笑点 特大号（BS日本、2020年2月20日）
- お笑い演芸館＋（BS朝日、2020年12月6日）
- 元乃木坂46中田花奈の麻雀ガチバトル! かなりんのトップ目とれるカナ?（TBSチャンネル1、2023年4月15日）(山下のみ)
- ラヴィット!　(TBS、2023年4月20日) 直近の営業ステージで共演したNON STYLE・石田明の推薦という体裁で出演。
- 朝生ワイド す・またん!　(讀賣テレビ放送、2023年6月14日)

### ラジオ番組
- キャベツ確認中のこんばんワイド22時！（FM西東京、2013年6月18日）
- GOGOMONZ（FM NACK5、2013年8月27日）
- はみだし しゃべくりラジオ キックス（山梨放送、2013年10月2日）

### ライブ、舞台
- 事務所ライブ
  - 吉本発掘ライブ（2006年5月～2007年6月）
  - AGE AGE LIVE（2007年7月～2010年12月）
  - 渋谷ばちーんんんLive（2011年1月～2011年12月）
  - Get King Live（2012年1月～2012年12月）
  - 彩～irodori～（2013年1月～2014年1月）
  - 5じ6じバトル（2014年4月～6月）[27]
  - 頂～itadaki～Battle（2014年7月～2015年3月）
  - ギャラクシーバトル（2015年4月～2017年12月）

- その他ライブ
  - よしもと春のぴん祭り番外編～南野やじ・ゆきおとこトークライブ／ヤクザのおじちゃん（2006年5月13日、笹塚ファクトリー）[28]
  - 南野やじ～お経独演会～（2006年8月11日、中野Studio twl）
  - 未完成～第六形態～（2012年10月10日、阿佐ヶ谷アートスペースプロット）
  - ルート33Presentsよしもと超若手寄席（2013年1月16日、下落合TACCS1179）
  - 未完成～最終形態～（2013年2月13日、阿佐ヶ谷アートスペースプロット）
  - 吉本風船ライブ（ちゃんだいのみ、2013年5月18日、渋谷シアターD）
  - ココだけの話（2014年1月27日、下北沢Laguna）
  - オープンスペース単独ライブ「2.20 御託はいいから観に来てまっすぐ帰りやがれっ！！」（ちゃんだいのみ、2014年2月20日、ヨシモト∞ホール）
  - オーバーザトップ～漫才バトル～（2014年5月～、渋谷シアターD）
  - いこーよ×よしもと幕張イオンモール劇場 親子限定お笑いライブ！～み～んな子連れで大笑い～（2014年6月7日、よしもと幕張イオンモール劇場）
  - オワライ番長Vol.8（2014年11月11日、渋谷シアターD）

### レンゲライブ
蓮華の2人が在住する東京都八王子市で行われている地域密着型ライブ。11回目より場所を都内の事務所劇場にて単独ライブとして開催されている。
- レンゲライブVol.1～当方に迎撃の用意あり～[30](ゲスト：キャベツ確認中、2013年3月24日、パフォーマンスDiningてしゃば)
- レンゲライブVol.2～世に万葉の花が咲くなり～[31](ゲスト：天狗、2013年6月2日、パフォーマンスDiningてしゃば)
- レンゲライブVol.3～LOVE POP SYMPHONY～(ゲスト：囲碁将棋、2013年9月1日、パフォーマンスDiningてしゃば)
- レンゲライブVol.4～季節はずれの緑一色～(ゲスト：オオカミ少年、2013年12月1日、MOTOWN 八王子店)
- レンゲライブVol.5～王子王女のWEEKEND～(ゲスト：ぴっかり高木といしいそうたろう、2014年2月1日、MOTOWN 八王子店)
- レンゲライブVol.6～孤高のダンディーライオン～(ゲスト：GO!皆川、2014年3月29日、MOTOWN 八王子店)
- レンゲライブVol.7～ヒラキワスレタアイアイガサ～(ゲスト：デスペラード、2014年6月1日、MOTOWN 八王子店)
- レンゲライブVol.8～逆境フォルテッシモ!!!～(ゲスト：ジョイマン、2014年8月2日、MOTOWN 八王子店)
- レンゲライブVol.9～REBOOOOOT!!～(ゲスト：ムーディ勝山、2015年5月16日、MOTOWN 八王子店)
- レンゲライブVol.10～キングパフォーマンスジェット～(ゲスト：エハラマサヒロ、2015年11月28日、八王子市学園都市センター)
- レンゲライブVol.11～爆裂バルーン製作所～(2021年6月20日、ヨシモト∞ドームステージⅠ)

### レンゲラジオ
自主配信によるPodcast。ブログとiTunesにて配信。録音、編集は全て2人で行っている。収録場所は山下宅。#255よりちゃんだい宅にて収録している。
2011年6月14日、ケロログにて#001を配信。
2012年10月8日、#070よりSeesaaブログに移転。
2013年3月11日、#091をもって配信休止。
2013年3月23日、#092より高幡まんじゅう松盛堂（東京都日野市）を単独スポンサーとして配信再開。
2013年9月1日、#116よりKIZUNA Entertainemnt株式会社（東京都八王子市）をスポンサーに加える。
2016年7月19日、#254配信より配信停止。当時、理由は明らかにされていなかったが、仕事で多忙となったことによるもの。
2021年4月6日、#255よりYouTubeチャンネルにて再開。

### レンゲテレビ
蓮華によるYouTubeチャンネル。よしもと芸人とYouTubeのコラボレーション企画。2020年よりRengeBalloon【蓮華】とチャンネル名を改め、更新中。

### イベント

#### 2012年
- 第46回日野市産業まつり（2012年11月11日、東京都日野市）
- 多摩3市うまいものフェア（2012年11月17日、東京都武蔵村山市）

#### 2013年
- 居場所づくりフォーラム（2013年2月15日、東京都足立区、東京芸術センター）
- 木下航志ライブ-心の旅-（2013年2月23日、東京都東村山市、彩雅-SAIKA-）
- 週末よしもと　日野お笑いまつり（2013年4月27日、東京都日野市、ひの煉瓦ホール大ホール）
- 第2回東大和市グルメコンテスト”うまかんべぇ～祭”（2013年4月27日、4月28日、東京都東大和市、都立東大和南公園）
- 第16回ひの新選組まつり（2013年5月12日、東京都日野市）
- 亀有楽座（2013年5月26日、東京都葛飾区、亀有香取神社）
- 週末よしもと　爆笑ステージin八王子（2013年6月9日、東京都八王子市、オリンパスホール八王子）
- 第30回高幡参道七夕まつり（2013年7月6日、東京都日野市）
- よしもとあおぞら花月in江東区（2013年7月7日、東京都江東区、グランチャ東雲）[38]
- 首都圏住みます芸人ライブin東京（2013年8月2日、東京都西東京市、コール田無）
- 全日本綱引フェスティバル（2013年8月18日、東京都中央区、中央区立総合スポーツセンター）
- Kids Music Festival 2013（2013年8月24日、群馬県館林市、館林市東広場）
- 第3回よしもとすわ婚コン（2013年9月8日、長野県諏訪郡下諏訪町、下諏訪町いずみ湖公園）
- 韓国光陽市立国楽団 招請公演（2013年9月23日、東京都八王子市、八王子市いちょうホール大ホール）
- 多摩3市うまいものフェアin狛江（2013年9月29日、9月30日、東京都狛江市、狛江市立緑野小学校）
- 七ツ木神社 秋祭り（2013年10月5日、神奈川県藤沢市、七ツ木神社）
- とりで産業まつり（2013年11月2日、茨城県取手市、取手緑地運動公園）
- 茨城をたべよう収穫祭（2013年11月3日、茨城県笠間市、笠間芸術の森公園）
- 第47回日野市産業まつり（2013年11月4日、東京都日野市、市民の森ふれあいホール）
- 第52回市民産業まつり（2013年11月9日、11月10日、東京都東村山市、東村山市役所）
- 第12回石巻かきまつり（2013年11月23日、宮城県石巻市、石巻市総合運動公園）
- 第8回たかはたもみじ灯路（2013年11月24日、東京都日野市）

#### 2014年
- MEGAWEB新春よしもと寄席（2014年1月3日、東京都江東区、MEGAWEB）
- 新春！多摩初笑いまつり！!（2014年1月18日、東京都多摩市、パルテノン多摩）
- 浄見寺地元まつり（2014年4月19日、神奈川県茅ヶ崎市、浄見寺）
- 第3回東大和市グルメコンテスト”うまかんべぇ～祭”（2014年4月26日、4月27日、東京都東大和市、都立東大和南公園）
- 第22回こだいらグリーンフェスティバル（2014年5月11日、東京都小平市、小平市立中央公園）
- 飲酒運転させないTOKYOキャンペーン（2014年7月1日、東京都千代田区、ベルサール秋葉原）[39]
- 印西市観光情報館まつり（2014年8月23日、千葉県印西市、イオンモール千葉ニュータウン）
- 第30回葛飾区産業フェア（2014年9月6日、9月7日、東京都葛飾区、東京理科大学葛飾キャンパス）
- 愛光創立60周年記念 第20回秋まつり（2014年10月11日、千葉県佐倉市、愛光本部）
- NARITA WORLD MUSIC FES.2014（2014年10月18日、千葉県成田市、イオンモール成田）
- 第22回稲毛区民まつり（2014年10月19日、千葉県千葉市、穴川中央公園）
- 第40回中井町民文化祭（2014年11月2日、神奈川県足柄上郡中井町、農村環境改善センター）
- 週末よしもと　大爆笑まつりin八王子！（2014年11月8日、東京都八王子市、オリンパスホール八王子）
- 第38回四街道市産業まつり（2014年11月9日、千葉県四街道市、四街道中央公園）
- 防火防災のつどい（2014年11月11日、東京都荒川区、ムーブホール）
- 第34回成田市産業まつり（2014年11月16日、千葉県成田市、成田国際文化会館）
- 福祉＋介護の魅力 in CHIBA 2014（2014年11月19日、千葉県千葉市、京葉銀行文化プラザ）
- かつしかフードフェスタ2014（2014年11月22日、東京都葛飾区、新小岩公園）
- 贈り歌-木下航志クリスマスコンサート-（2014年12月7日、埼玉県飯能市、飯能市市民会館）

#### 2015年
- 飯能市110番イベント（2015年1月10日、埼玉県飯能市、サビア飯能店）
- ザ・エンターテイメント・ショー（2015年3月29日、島根県安来市、安来節演芸館）
- かつしか商店街でネタやります！よしもと芸人お笑いバトル！春の陣（2015年4月17日、東京都葛飾区、ヴィナシス金町）
- ゴールデン街桜まつり2015（2015年4月19日、東京都新宿区）
- 道の駅きつれがわオープン14周年まつり（2015年6月6日、栃木県さくら市、道の駅きつれがわ）
- いんばふれ愛フェスタ2015（2015年6月7日、千葉県成田市、成田国際空港第2旅客ターミナルビル前中央広場）
- 第51回富士山金太郎夏まつり（2015年7月25日、静岡県駿東郡小山町）
- 印西市観光情報館まつり（2015年8月22日、千葉県印西市、イオンモール千葉ニュータウン）
- 立石フェスタ2015（2015年9月5日、東京都葛飾区）
- 人権シンポジウム「震災と女性～女性の人権に配慮した防災・復興の形とは～」（2015年9月12日、福岡県北九州市、北九州国際会議場）
- 第21回秋まつり（2015年10月11日、千葉県佐倉市、愛光本部）
- ブライトフェスタ金町（2015年10月11日、東京都葛飾区、ヴィナシス金町）
- 第31回葛飾区産業フェア（2015年10月17日、10月18日、東京都葛飾区、城東地域中小企業振興センター）
- めざましテレビPRESENTS T-SPOOK（2015年10月24日、東京都港区、フジテレビ）
- 第23回稲毛区民まつり（2015年10月25日、千葉県千葉市、穴川中央公園）
- 第23回若葉区民まつり（2015年10月25日、千葉県千葉市、東京情報大学）
- 寅さんサミット2015 in 柴又（2015年11月7日、東京都葛飾区）
- 第39回四街道市産業まつり（2015年11月8日、千葉県四街道市、四街道中央公園）
- 第8回収穫祭（2015年11月14日、神奈川県茅ケ崎市、富士見ファーム赤羽根市民農園）
- かつしかフードフェスタ2015（2015年11月21日、東京都葛飾区、新小岩公園）
- 第7回にぎわい市（2015年11月22日、千葉県市原市、上総更級公園イベント広場）

#### 2016年
- 第2回こまえ桜まつり（2016年4月3日、東京都狛江市、根川さくら通り）
- 新小岩さくらまつり（2016年4月9日、4月10日、東京都葛飾市、ルミエール商店街）
- KYORAKUモアサプライズカップ2016（2016年5月14日、5月15日、三重県いなべ市、涼仙ゴルフ倶楽部）
- 第34回矢板市ふるさとまつりin長峰（2016年8月14日、栃木県矢板市、長峰公園）
- きらりフェスタ2016（2016年9月22日、千葉県白井市、白井市障害者支援センター）
- 山梨うまいもの市2016inフルーツ公園（2016年10月2日、山梨県山梨市、山梨県笛吹川フルーツ公園）
- 第2回建設まつり（2016年10月10日、山梨甲府市、山梨県立産業展示交流館アイメッセ山梨）
- 第32回葛飾区産業フェア（2016年10月15日、10月16日、東京都葛飾区、テクノプラザかつしか）
- 第40回四街道市産業まつり（2016年11月13日、千葉県四街道市、四街道中央公園）
- かつしかフードフェスタ2016（2016年11月19日、東京都葛飾区、新小岩公園）
- 寅さんサミット2016 in 柴又（2016年11月26日、11月27日、東京都葛飾区）
- 第2回多摩川流域物産展（2016年12月4日、東京都狛江市、狛江駅前三角地）

#### 2017年
- 新小岩さくらまつり（2017年4月9日、東京都葛飾区、ルミエール商店街）
- ゴールデン街桜まつり2017（2017年4月16日、東京都新宿区）
- 第40回若葉まつり（2017年5月5日、神奈川県松田町、寄自然休養村）
- いんばふれ愛フェスタ2017（2017年6月10日、千葉県印西市、牧の原モア）
- 四季の里　いもまつり夏（2017年6月11日、神奈川県大井町、農業体験施設　四季の里）
- KYORAKUモアサプライズカップ2017（2017年7月8日、7月9日、三重県いなべ市、涼仙ゴルフ倶楽部）
- おとなも楽しめるこども祭り（2017年8月5日、静岡県小山町、小山町総合文化会館）
- サマーフェスティバル2017（2017年8月20日、東京都中央区、中央区立総合スポーツセンター）
- 第29回曙まつり（2017年8月26日、東京都立川市、サンサンロード）
- きらりフェスタ2017（2017年9月24日、千葉県白井市、白井市障害者支援センター）
- 第23回秋まつり（2015年10月14日、千葉県佐倉市、愛光本部）
- 第33回葛飾区産業フェア（2017年10月22日、10月28日、東京都葛飾区、テクノプラザかつしか）
- OYAMA MUSIC FESTIVAL（2017年11月18日、静岡県小山町、小山町総合文化会館）
- TOKYO商店街～みんなの好きな商店街が東京にあります～（2017年11月29日、11月30日、12月1日、東京都千代田区、有楽町駅前広場）

#### 2018年
- 41市町村！島ぜんぶでおーきなツアー（2018年3月10日、3月11日、沖縄県名護市、東村、本部町、渡名喜村）
- 第4回こまえ桜まつり（2018年4月1日、東京都狛江市、根川さくら通り）
- 新小岩さくらまつり（2018年4月14日、4月15日、東京都葛飾区、ルミエール商店街）
- 大岡越前浄見寺地元まつり（2018年4月20日、神奈川県茅ヶ崎市、浄見寺）
- 第3回ひのでマルシェ(2018年5月3日、東京都日の出町、ひので肝要の里)
- 第26回こだいらグリーンフェスティバル（2018年5月13日、東京都小平市、小平市立中央公園）
- Y159横浜セントラルタウンフェスティバル（2018年5月26日、5月27日、神奈川県横浜市、横浜マリンタワー）
- サマーフェスティバル2018（2018年8月19日、東京都中央区、中央区立総合スポーツセンター）
- おやぶんマルシェ（2018年9月9日、静岡県小山町、小山町総合文化会館）
- きらりフェスタ2018（2018年9月23日、千葉県白井市、白井市障害者支援センター）
- 第24回秋まつり（2015年10月6日、千葉県佐倉市、愛光本部）
- きさらづ健康ウィーク（2018年10月14日、千葉県木更津市、 イオンタウン木更津朝日）
- 第34回葛飾区産業フェア（2018年10月20日、10月28日、東京都葛飾区、テクノプラザかつしか）
- 横浜ガスライトフェスティバル2018（2018年10月31日、神奈川県横浜市、横浜マリンタワー）
- 第6回いすみふるさとまつり（2018年10月31日、千葉県いすみ市、岬運動場）
- OTAふれあいフェスタ2018（2018年11月4日、東京都大田区、ふるさとの浜辺）
- OYAMA MUSIC FESTIVAL〜SCHOOL VER.〜（2018年12月22日、静岡県小山町、小山町総合文化会館）